# ومپ سرور
وامپ سرور (انگلیسی: WampServer) 
wampserver به پشته نرم‌افزاری که برای مایکروسافت ویندوز است بر می گردد که توسط رومین بوردون ایجاد شده و شامل وب‌سرور آپاچی ، اپن‌اس‌اس‌ال  برای پشتیبانی از ssl ،پایگاه داده  مای‌اس‌کیوال  و زبان برنامه‌نویسی پی‌اچ‌پی  است .